# Seticosta
Seticosta is een geslacht van vlinders van de familie bladrollers (Tortricidae).

## Soorten
- S. aeolozona (Meyrick, 1926)
- S. arachnogramma (Meyrick, 1926)
- S. homosacta (Meyrick, 1930)
- S. hypsithrona (Meyrick, 1926)
- S. mirana (Felder & Rogenhofer, 1875)
- S. multifidana (Zeller, 1877)
- S. sagmatica (Meyrick, 1911)
- S. tambomachaya Razowski, 1988
- S. tholeraula (Meyrick, 1911)
- S. tridens Razowski, 1988
- S. versabilis (Meyrick, 1926)